# Thyreodon atricolor
Thyreodon atricolor är en stekelart som först beskrevs av Olivier 1811.  Thyreodon atricolor ingår i släktet Thyreodon och familjen brokparasitsteklar. Utöver nominatformen finns också underarten T. a. flavicornis.